# Gümüşgöze, Kelkit
Gümüşgöze là một xã thuộc huyện Kelkit, tỉnh Gümüşhane, Thổ Nhĩ Kỳ. Dân số thời điểm năm 2008 là 2.272 người.